# Courtney Lee
Courtney Lee (* 3. Oktober 1985 in Indianapolis, Indiana) ist ein US-amerikanischer Basketballspieler, der zuletzt in der nordamerikanischen Profiliga NBA für die Dallas Mavericks aktiv war.

## Karriere

### College
Im Jahr 2004 wurde Lee vom damaligen Cheftrainer der Western Kentucky Hilltoppers, Darrin Horn, angeworben, für sie zu spielen. In seiner Freshman-Saison stellte er dort den Punkterekord am College auf, als er 461 Punkte in 31 Spielen erzielte. Er stand zwischen der Saison 2005/06 und der Saison 2007/08 drei Mal hintereinander im All-Sun Belt Conference First Team.
2007/08 wurde Lee zudem zum Sun Belt Player of the Year (Spieler des Jahres) ernannt. Am 27. Januar 2008 erzielte er seine College-Bestleistung mit 33 Punkten. Als Lee in die NBA wechselte, hielt er gemeinsam mit Jim McDaniels den Rekord für die meisten Punkte an der Western Kentucky University mit 2.238 Punkten.

### NBA

#### Orlando Magic

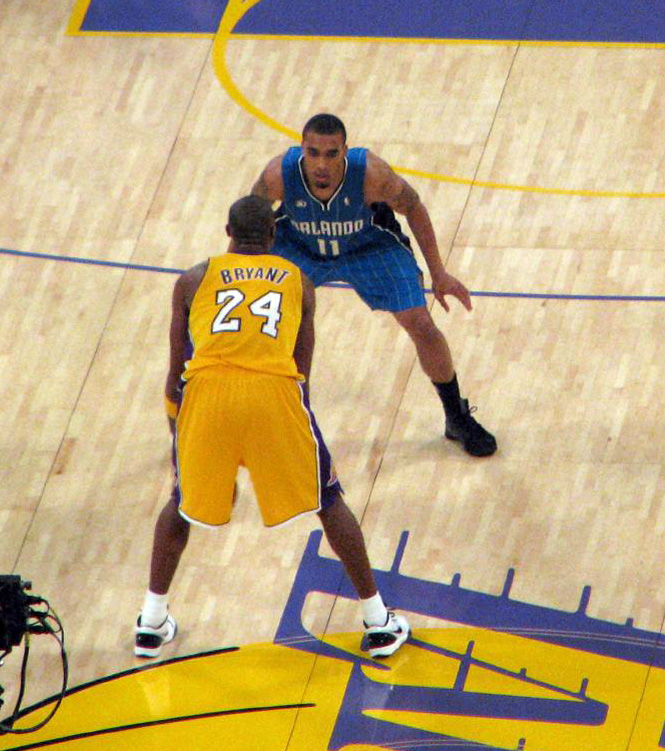
Lee verteidigt Kobe Bryant (2009)

2008 wurde Lee an 22. Stelle von den Orlando Magic gedraftet, bei denen er in seiner ersten und letzten Saison dort einen Punkteschnitt von 8,4 Punkten pro Spiel erreichen konnte. In dieser Saison spielte er 77 Spiele, von denen er 42 als Spieler in der Starting Five begann. Auch während der Play-offs, in denen die Magic die Finalserie erreichten, stand er den Großteil der Partien in der Startformation.

#### New Jersey Nets

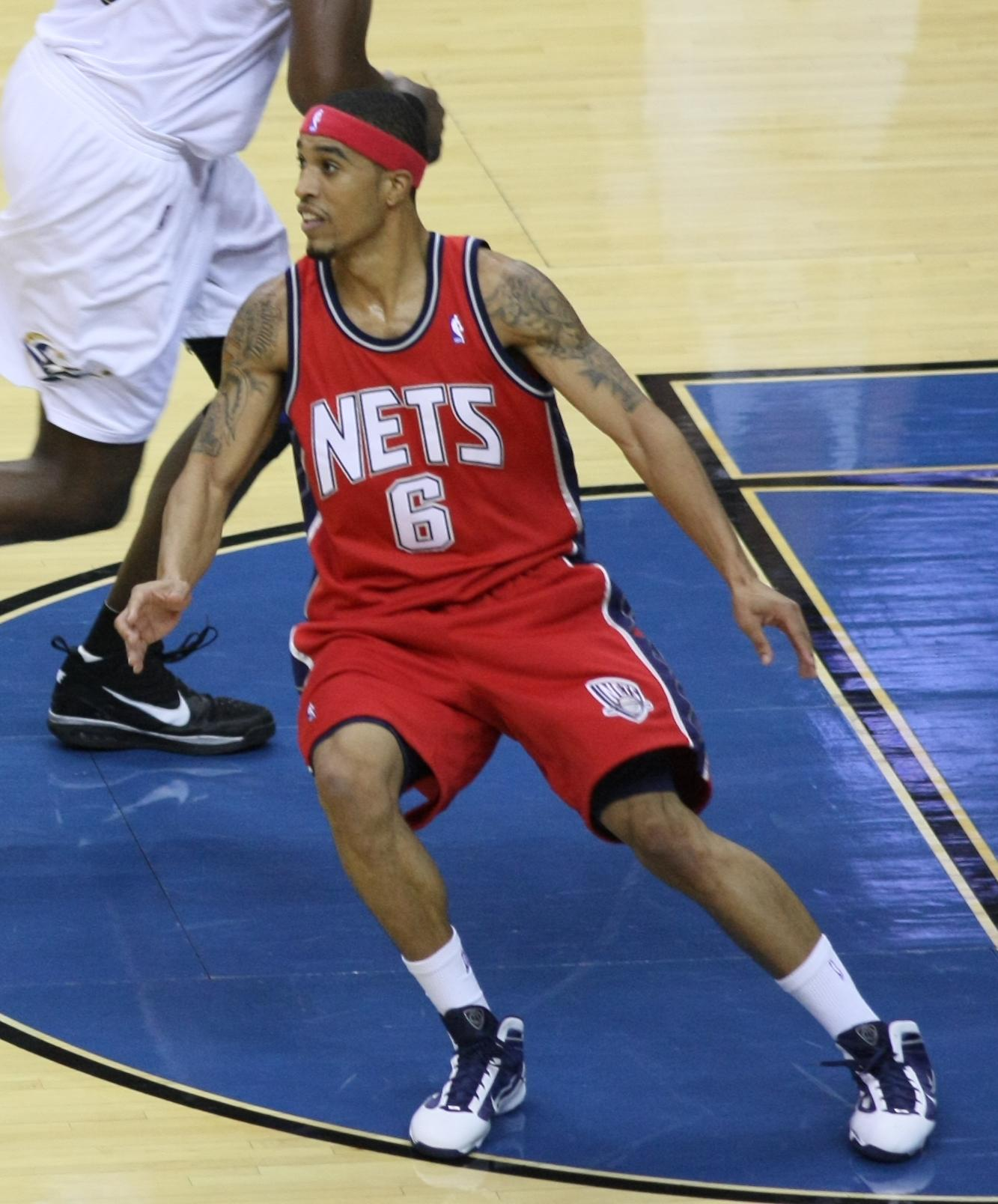
Lee im Trikot der Nets (2009)

Nach seiner einzigen Saison in Orlando wechselte Lee im Zuge eines Spielertausches mit Rafer Alston und Tony Battie gegen Vince Carter und Ryan Anderson zu den New Jersey Nets, bei denen er seine bislang erfolgreichste Saison verbuchen konnte: Er erreichte Karrierehöchstwerte in den Bereichen Minuten pro Spiel, Punkte pro Spiel, Rebounds pro Spiel, Assists pro Spiel und in anderen Bereichen auf. Am 8. März 2010 legte er in einer Niederlage gegen die Memphis Grizzlies eine Karrierebestleistung 30 Punkte auf.

#### Houston Rockets
Am 10. August war er Bestandteil eines Trades, der insgesamt 4 Teams und 5 Spieler umfasste. Lee wurde Spieler der Houston Rockets, die im Gegenzug Trevor Ariza zu den New Orleans Hornets schickten. In seiner ersten Saison dort verschlechterten sich seine Statistiken, was aber auch daran lag,  dass er über 12 Minuten weniger Spielzeit bekam.
In seiner zweiten Spielzeit gingen seine Statistiken wieder hoch, die Rockets verpassten aber als Neunter in der Western Conference knapp die Playoffs.

#### Boston Celtics
Von 2012 bis 2014 spielte er bei den Boston Celtics.

#### Memphis Grizzlies
Am 7. Januar 2014 wurde bekanntgegeben, dass Lee zur kommenden Saison zu den Memphis Grizzlies wechseln würde.

#### Charlotte Hornets
Am 16. Februar 2016 wurde Lee im Rahmen eines Drei-Team-Deals zu den Charlotte Hornets transferiert.

#### New York Knicks
Am 8. Juli 2016 unterschrieb Lee bei den New York Knicks.

#### Dallas Mavericks
Am 31. Januar 2019 wurde Lee zu den Dallas Mavericks transferiert.